# 湯克里克鎮區 (北卡羅萊納州不倫瑞克縣)
湯克里克鎮區（英語：Town Creek Township）是位於美國北卡羅萊納州不倫瑞克縣的一個鎮區。

## 地方資料
湯克里克鎮區的面積為554.50平方千米，皆為陸地。根據2020年美國人口普查的數據，當地共有人口42592人，而人口密度為每平方千米76.81人。